# ダイサギソウ
ダイサギソウ（大鷺草、学名：Habenaria dentata）は、ラン科ミズトンボ属の多年草で、地生ランの一種。和名は花がサギソウに似て、草丈が大きいことから。

## 概要
関東以南の太平洋側、四国、九州以南、東南アジアに広く分布する。
草原や林縁に生える地上性のランで、高さ30-70cmの茎の先端に晩夏から初冬にかけて幅15mm内外の白い花を総状に多数つける。花期は産地によって異なり、南方のものほど遅く咲く。東南アジア産の系統は12月以降に咲く場合があり、本土では長期にわたって加温管理をしないと開花はみられない。
サギソウと異なり萼片と花弁は同色で、いずれも白い。唇弁は3裂し、中裂片は細いが側裂片は幅広く、外縁に不整な鋸歯がある。唇弁の距は長さ3cm前後で下に垂れ下がり、緑色を帯びる。葉は先の尖った楕円形状で長さ5-15cm前後、幅1mm前後の白い縁取りがある。葉柄は無く茎を抱き互生する。大きな葉は5枚前後で、地上付近と花茎近くでは小型で鞘状となる。地下には卵型の球根があり、前年の古い球根の横に並んで、新球根が通常は1個できる。
開花・結実後に地上部は枯れ、地下の球根だけで越冬する。

## 生育環境
植生がはぎとられた裸地に、風で散布された種子が定着・発芽するパイオニア植物的なランである。同様の条件で生育するランにネジバナがあるが、ネジバナは草丈が低いので芝刈り機で刈られても生き残り、都市部の芝生などにも適応して繁殖する。ところが本種は草丈が高いため、ある程度は粗放的に管理されている場所でないと生育できない。日本では自然状態では草原植生が成立しにくいので、本種が生育するのはある程度は人里近くで、人為的な管理の加わる場所が多い。ところが一方で目立つランであるため、人が来る場所ではほとんどが盗掘されてしまう。現在では人通りのほとんどない農道脇の草むらの中に細々と生き残っているだけ、といった場所がほとんどで、野生状態で見ることは難しくなっている。環境省版レッドデータブックの掲載ランクは絶滅危惧IB類 (EN)（環境省レッドリスト）
。

## 栽培
観賞価値のあるランなので、園芸店で販売されることがある。しかし年に数倍に増殖するサギソウと異なり、本種は新球根が1個しかできない場合がほとんどで、単純な栽培ミスや病虫害があっただけで簡単に絶える。本来、新しくできた裸地に種子で移動しながら個体更新している植物であり、同一個体の長期栽培は本質的に難しい。
湿地に生えるサギソウとは用土、潅水量、温度管理、越冬時の水分管理などの栽培条件がすべて異なる。しかし同様の栽培法で良いと誤解して購入し、短期間で枯らしてしまう例もみられる。
南方系の植物であり、高温を好む。生育適温は30℃前後、20℃以下ではほとんど生長しない。夏が短い関東以北では春・秋に加温して生育期間を延長しないと生育不良となる。特に沖縄以南の系統の場合、生長期間が本土系統より長いため、本格的な加温設備がないと長期維持が難しい。越冬休眠中に低温過湿にすると、球根が腐敗する。かといって乾燥状態が続くと球根がしなびて発芽しなくなる。越冬時の温度・水分条件はかなり微妙で、越冬中の枯死率は低くはない。後述のようにラン科としては最も種子繁殖が容易な部類に属するが、家庭園芸レベルの栽培では苗が得られても育成が容易ではない。また本州以北では（例外的な希少系統を除いて）特別な加温管理をしなければ完熟種子を得ること自体が難しい。
栽培が容易とは言えないことに加え、商業的な繁殖もほとんどされておらず、盗掘個体がしばしば市販される。一般論としては気軽に入手利用できる植物ではない。

## 保護
国内では「幻の野草」と言われるほど個体数が減ってしまった自生地も多く、人為的に増殖して自生地に植え戻す試みも各地で行なわれている。
多くの生物の場合、一定以下まで個体数が減ると近交弱勢によって世代更新できなくなり、絶滅していく。ところが本種では、交配せずに（蕾のうちに花粉を除去した場合でも）自然結実して種子ができる。形態の異なる個体同士の交配でも母株と外見上は区別できない個体ができるので、アポミクシスによって母株のクローンとして発生している可能性もある。この性質から、一株だけになってしまった場合でも種子繁殖は容易である。
地生ランとしては種子発芽の容易な種類であり、栽培下でも隣の鉢植えに実生苗が発芽してくることがしばしばある。無菌播種も容易であり、大量増殖も技術的には問題はない。ただし、自生地に植え戻しても、盗掘防止のための監視、草地の定期的刈り取り等、人為的な保全管理がなければ短期間で絶えてしまう。保護は地域ぐるみで継続した自生地管理をしないと難しい。